# 艳骨
《艳骨》（英語：Colorful Bone），2017年中国古装剧，本剧改编自梦魇殿下的同名网络小说，由佟梦实、王鹤润领衔主演，优酷视频于2017年12月27日首播。

## 播出时间
| 频道     | 所在地   | 播映日期       | 播出时间                                  | 备注 |
| -------- | -------- | -------------- | ----------------------------------------- | ---- |
| 优酷视频 | 中国大陆 | 2017年12月27日 | 周一至周五 20:00 更新2集 VIP会员抢先看4集 |      |

## 演员列表

### 主要演员
| 演員                             | 角色                    | 介紹 |
| 佟梦实 童年：苏李 少年：顾文凯   | 楚子重（仁晟太子）/掠影 | 掠影是静姝因其“其快如风、其动如影”的天赋异禀所起。子復的哥哥，前天楚太子，在一次刺客入侵中被掳走并培养成死士，也失去了一切的記憶。在静姝的鼓励下，掠影开始学说话，学和人交流，但主人让吃饭就吃饭，主人让睡觉倒地就睡的习惯却一时难以改变，经常闹出很多笑话，掠影总会第一时间出现在她身边，救她于水火之中，为她受伤也不会皱一下眉，默默的守護著靜姝，一直隱忍著不對靜姝表露心意，後來接受了與靜姝相愛，在見到了嘉蕙皇后的遺容後，一系之間記憶全回，歷經一切事情後與靜姝終成眷屬並成為了天楚皇帝，與靜姝育有一女兒。 |
| 王鹤润 幼年：才夕然 童年：任飞儿 | 師静姝                  | 一位医术高超的画皮师，凭借一身绝技为人易容换脸，造就了一张张“欲语半遮面”的盛世美人。自幼习得画皮绝技，是師懷信的女兒，被風如歌收養為義女，静姝用一张美人皮从赵如是手里换回一条人命，谁料这被静姝搭救的人正是江湖传说中被主人用特别手段豢养而成的死士，从而引起了一系列爱恨情仇的故事，心裡一直在意著掠影，但為了子復不能正視自己的內心，後與掠影相愛，並終成眷屬，與掠影育有一女兒。 |

### 其他演员
| 演員                                        | 角色               | 介紹 |
| 刘潮                                        | 风如歌             | 雲勰及嘉蕙皇后的師兄，是这世间绝无仅有的男子，年龄在他身上似乎是个谜，行事風格放蕩不羈。风一般的男子，从年少轻狂一步步走到权力的中心，成为天楚国国师，一人之下万人之上，被钉在权利的座位上十几年，具有冷酷与温暖的双重人格。是个最渴望被理解却被冤枉枉死也不屑于解释半句的人，是寒光的親生父親，為救楚子復與雲勰玉石俱焚兩敗俱傷。                                                               |
| 孙歌璐                                      | 赵如是/肖菁        | 悲情为爱奋不顾身，割皮换脸，一人分饰两角，一个身份是宰相千金，端庄典雅；另一个身份是死士杀手，腹黑冷血。同一张脸演绎“真假赵如是”的不同人生，却都不约而同的爱上了白狄国王子，从而上演了一段刻骨铭心的虐心爱恋，她是肖英同父異母的妹妹，最終被姐姐給射死在戰場上。 |
| 榮梓希                                      | 莫愁               | 悲情淒涼，對顧朝暉鍾情一生，为爱可以奋不顾身，前身為宰相千金趙如是，割皮换脸後的模樣驚艷絕美，嫁予白狄國王子顧朝暉，後被“假”趙如是設計入大牢，顧朝暉忍痛灌下毒酒，被風如歌救起，看淡人事雲淡風輕後隱身於尼姑庵裡打雜，與顧朝暉相認後解開心結，並雲遊四方。 |
| 刘思言                                      | 石薰               | 南郡国蛰门掌门“石薰”，“石薰”造型华丽，腹黑冷艳，尤为抢眼，不动声色间阴谋手段已然尽出，令人生恨。石薰目的竟是刺杀天楚国太子，與雲勰聯手，贈恨風如歌，也曾經喜歡過風如歌，最後死在雲勰手上。 |
| 芮伟航                                      | 顾朝晖             | 隐姓埋名弃政从商的白狄国大王子顾朝晖，无心从政，没有丝毫功利心，顾朝晖还隐去自己原本的名字身份在白狄国做起了商人，凭借自己的一番本领变成了一名富可敌国的白狄国首富。最开始的顾朝晖是个视女人如衣物的纨绔子弟，直到遇见莫愁，让他懂得了什么是爱，并为爱改变，一改纨绔形象化身痴情王子，忍痛讓莫愁喝下毒酒，後成為了白狄國國主，白狄一戰後見到戰場士兵廝殺，悲痛吼喊停止爭戰，後與天楚達和平協議。 |
| 翟子陌                                      | 赵无骇             | 天楚国第一武将赵无骇。宰相赵阔之子、趙如是的哥哥，是太子楚子复从小的玩伴，謝書賢一生摯友，性格耿直，忠诚无二，一心只为太子扫清天楚的障碍，深得太子信任，風如歌将海陆华夷图托付给赵无骇，不谙世事的赵无骇却被国师风如歌所利用陷害，最终命丧战场。 |
| 姜瑞佳                                      | 蒙竹黎（阿黎）     | 。南郡國公主，性情天真豪邁、個性直爽敢愛敢恨，刚一出场的阿黎，就带着自己的使命要到天楚國和親，明則為和親，反地裡是奉師父之命要暗殺楚子復，最終下不了手，被楚子復封為天楚的衛國夫人，喜歡著楚子復，被楚子復的癡心打動，願意放手成全回到南郡國，後與子復有情人終成眷屬，子復登位後成為天楚皇后。                                                                                                   |
| 蒙恩 幼年：徐慎语 童年：李胤达 少年：刘若谷 | 楚子复/寒子靜      | 楚子复是天楚国的太子，从小被风如歌抚养，和寒光、静姝一起长大。楚子复非常的喜欢静姝，认定静姝就是自己的太子妃，深愛著靜姝，卻也被她傷的最深，後選擇放手，知道掠影就是自己的親哥哥後受知能之命甘心輔佐子重執掌朝政，一切風波平息後前往南郡國尋找阿黎並與阿黎在一起，皇兄子重駕崩後登上皇位。 |
| 祖怀 幼年：李子豪 童年：薛博文 少年：谷文泽 | 寒光               | 寒光是风如歌的徒弟，从小和楚子复、静姝一起长大，被风如歌训练成楚子复的贴身侍卫，用虽是牺牲自己保护赵子复，又是所謂的「人肉盾牌」，所以从小寒光和楚子复就关系很不好，生父是風如歌，風波平息後照顾著母亲并自愿守卫在天楚边疆。 |
| 刘雨鑫                                      | 嘉蕙皇后           | 風如歌與雲勰的師妹，不仅是一切故事的起点，更是一名端庄成熟、心怀大爱的奇女子，她自小受父亲影响，心系天下苍生，在父亲去世以后更是继承父亲遗志，虽然心有所爱，但仍然选择放弃自己的感情以大局为重，為了證明自身清譽不惜犧牲自己的生命，風如歌一直以真氣護住她的真身，以保真身不壞，復活之後現身在朝堂之上解釋一切事情原委，為了保護知能死於雲勰之手。                                               |
| 房程程                                      | 肖英               | 英姐自小身世飘零，孤苦无依，偶然间看到国师风如歌白衣飘飘弹奏古琴的情景，便对其一见倾心，因为履行对风如歌的诺言，更是未婚未嫁、忠心守护在静姝身边十余年，她的人生可以说在一眼钟情于风如歌时就已注定。尽管曾有机会被封婕妤，尽管身边有一直关心体贴的老宽，但她始终不为其所动，最後找回同父異母的妹妹肖菁，但為了阻止她射殺靜姝，卻與她自相殘殺在戰場上。                                           |
| 蔣冰                                        | 路寬               | 宽叔是风如歌的贴身侍卫，曾經的羽林軍大將，被风如歌交代去保护静姝，是一个善良有趣的大叔，擅长做饭，喜欢搞怪卖萌。唯静姝的命令是从，與肖英是一對冤家，默默喜歡著肖英。 |
| 孙祖君                                      | 知能和尚           | 知能和尚有着看淡一切的从容与淡定，对于每一个前来求道的人，都能滔滔不绝的说出一番大道理。而当有一天静姝来向他求教时，他一向波澜不惊的脸上却露出了一丝难以言说的表情，细微而又生动，原來知能才是正真的楚安澹，他当年被云勰劫持换脸并被推下悬崖，大难不死随后遁入空门。 |
| 屠楠                                        | 云勰/楚安澹/面具人 | 風如歌的師弟、嘉蕙皇后的師兄，戴著面具的男人，對錢沒興趣，殺人不眨眼、做事陰狠手辣，面具人一直在指示掠影杀掉楚子复，而且他还表示，之所以将掠影当做死士一样豢养目的就是为了让他杀掉楚子复，後來朝堂事件與風如歌玉石俱焚兩敗俱傷。 |